# Colli Bolognesi Pignoletto frizzante Colline di Riosto
Le Colli Bolognesi Pignoletto frizzante Colline di Riosto est un vin effervescent blanc italien de la région Émilie-Romagne doté d'une appellation DOC depuis le 29 mai 1975. Seuls ont droit à la DOC les vins récoltés à l'intérieur de l'aire de production définie par le décret.

## Aire de l'appellation
La sous-zone « Colline di Riosto » est définie par des parcelles dans la commune de Pianoro, dans la province de Bologne.

## Caractéristiques organoleptiques
- couleur : jaune paille claire avec des reflets verdâtres
- odeur : délicat, caractéristique, légèrement aromatique
- saveur : sèche ou  aimable,  harmonique, vif

Le Colli Bolognesi Pignoletto frizzante Colline di Riosto se déguste à une température de 6 à 8 °C. Le vin est à boire jeune.

## Production
Province, saison, volume en hectolitres :
- pas de données disponibles